# Водяна вежа (Кам'янець-Подільська фортеця)
Водяна вежа — фортечна вежа № 5 Старого замку міста Кам'янець-Подільський. 

## Назва

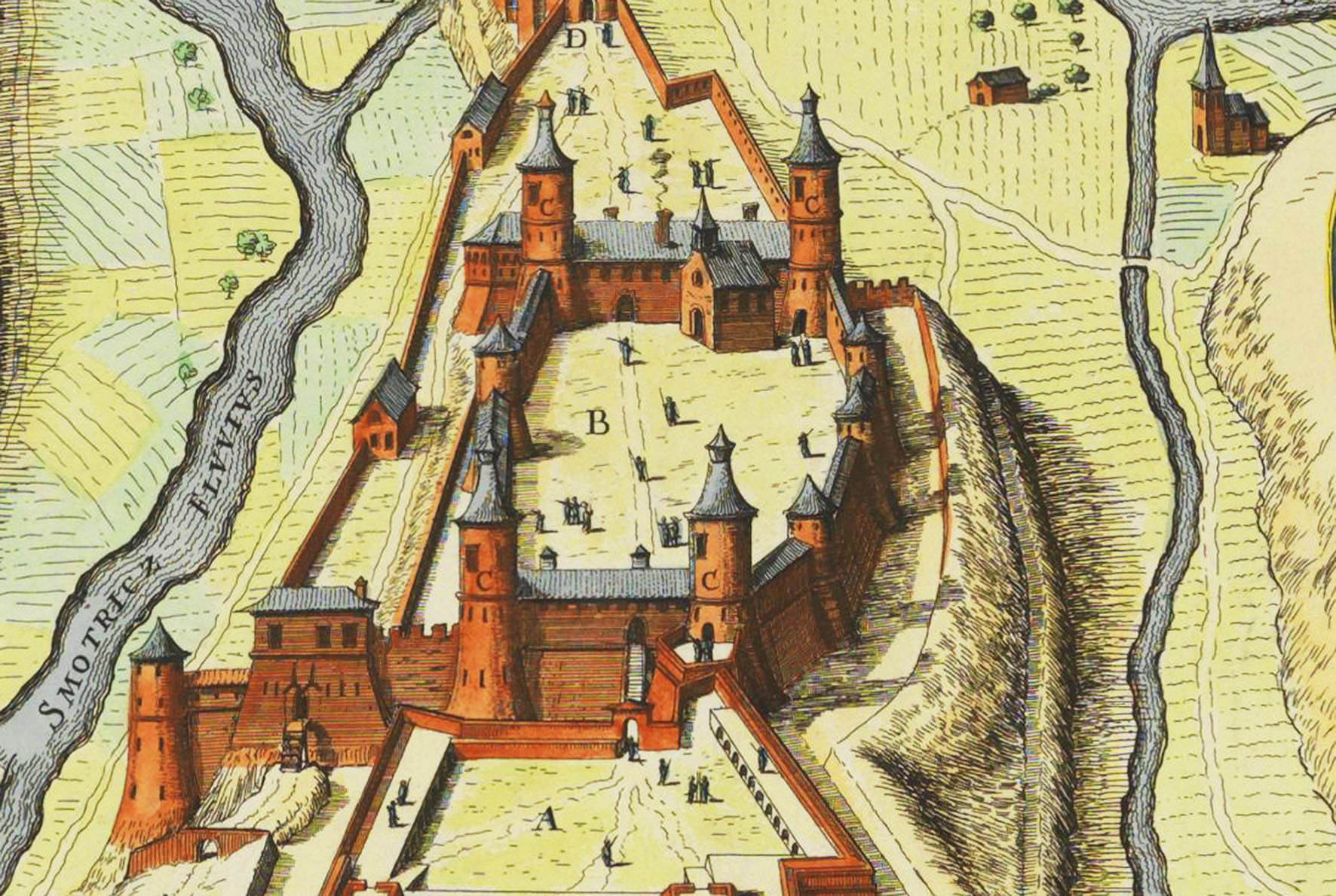
Водяна вежа (у нижньому лівому куті), малюнок 1684

Вежа отримала свою назву через те, що в ній був облаштований гідротехнічний механізм подачі води з криниці. У замок її доставляли підземною комунікацією, якою вона була з’єднана з вежею Ружанка.
У XVIII сторіччі вежу, яка стояла над річкою Смотрич, називали Смотрицькою.

## Згадка в історичних джерелах
Водяна вежа згадується в «Реєстрі всіх будівель навколо замку Кам'янецького» за 1544 рік:

| «Біля... брами... розташована давно поставлена і споруджена вежа, названа Водяною; стоїть вона над річкою Смотричем, з якого тут накачують для всіх фортечних потреб воду особливими колесами, які нині заново виправлені й закуті залізом».[2] |
Про вежу є також згадка в описі «Інвентар і люстрація староств Кам'янецького та Летичівського» за 1613 рік:

| «До брами від поля в землі уламок стіни порожній ненакритий стоїть, від нього сходинки вниз до вежі; над тим муром кімнатка, зроблена з каменю, де до цього лазня була, там двері на завісах із засувом і клямкою, сіни перед нею, в ній двері на завісах і вікна двоє довгих із ґратами. Через сіни перехід по стіні на вежу, в якій криниця, а до криниці з фундаменту під землею від річки Смотрича, для проходу води, канал, обкладений каменем. Над усім цим дах».[3] |

## Історія

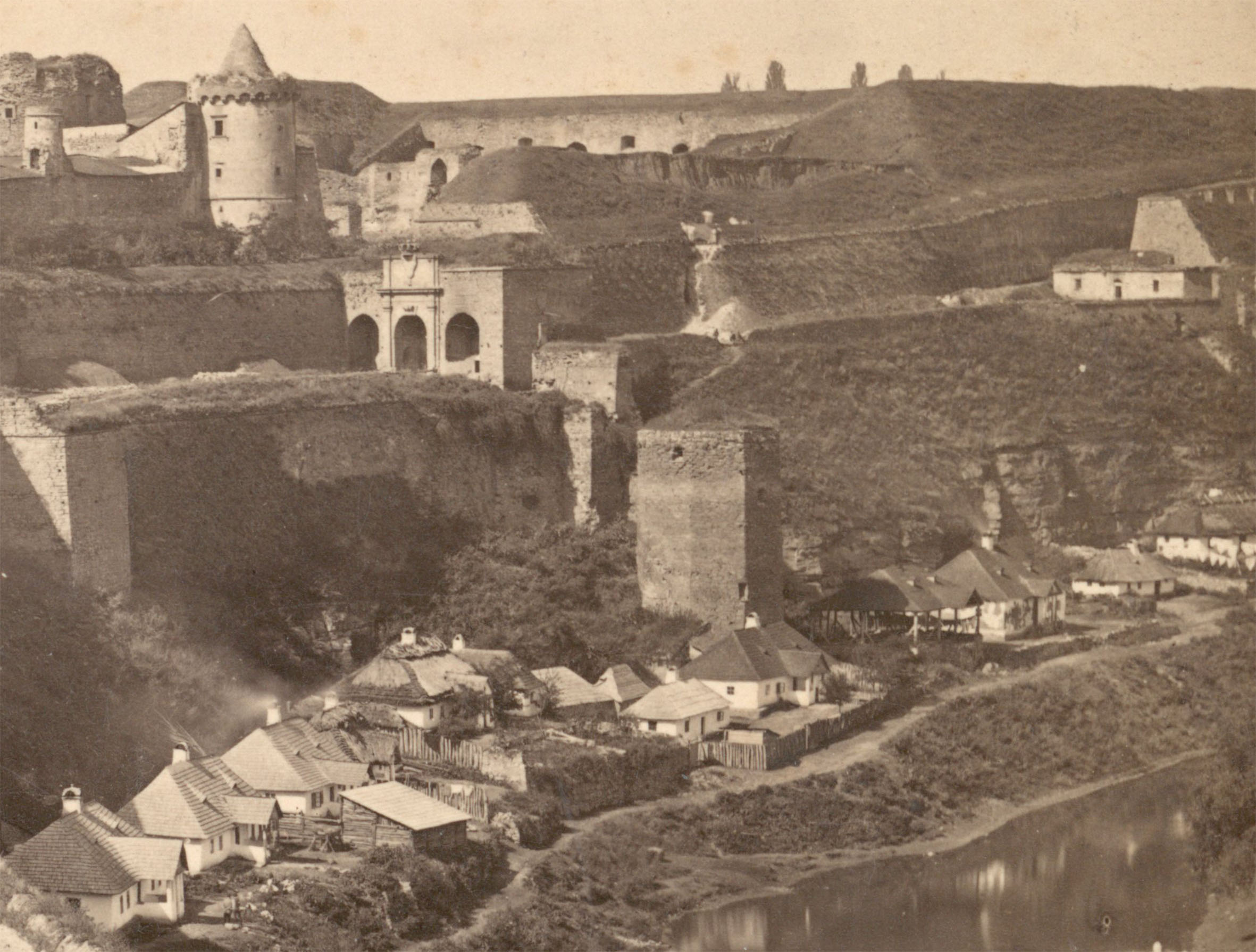
Водяна вежа (у центрі над річкою), фото 1865

Водяну вежу звели у XV-XVI сторіччях попід замком на дні каньйону над криницею.  Вона стала сполучною ланкою між замком й оборонно-гідротехнічною системою міста. 
Вежа також виконувала фланкувальну й оборонно-вартову роль. З неї добре обстрілювався каньйон. 
1672 року укріплення було пошкоджене. 
1771 року південно-західну частину вежі укріпили ескарповою стіною.

## Опис
Вежа в плані восьмигранна з діаметром по зовнішніх кутах у 10 м. Товщина мурів верхнього ярусу — 1,5 м. Перекриття плоскі. Бійниці перекриті перемичками.
У бік замку з вежі проклали два прорізи. Нижній веде до підземного ходу, верхній — до зовнішнього переходу. По ним здійснювалася подача води в замок.